# Oxyethira verna
Oxyethira verna är en nattsländeart som beskrevs av Ross 1938. Oxyethira verna ingår i släktet Oxyethira och familjen smånattsländor. Inga underarter finns listade i Catalogue of Life.